# Austrachelas merwei
Espèce
Austrachelas merwei est une espèce d'araignées aranéomorphes de la famille des Gallieniellidae.

## Distribution
Cette espèce est endémique d'Afrique du Sud. Elle se rencontre au KwaZulu-Natal et au Nord-Ouest.

## Description
Les mâles mesurent de 5,80 à 6,83 mm et les femelles de 5,35 à 9,10 mm.

## Étymologie
Cette espèce est nommée en l'honneur de Marius van der Merwe.

## Publication originale
- Haddad, Lyle, Bosselaers & Ramirez, 2009 : A revision of the endemic South African spider genus Austrachelas, with its transfer to the Gallieniellidae (Arachnida: Araneae). Zootaxa, no 2296, p. 1-38.